# Stuart Baird
Pour les articles homonymes, voir Baird.
Stuart Baird est un monteur et réalisateur anglo-américain né le 14 janvier 1947 en Angleterre.
Il a participé au montage de nombreux films d'action.

## Biographie
Stuart Baird a débuté comme monteur sur les films de Ken Russell. 
En 1976, il travaille sur le film La Malédiction, ce qui va entraîner une longue et fructueuse collaboration avec le réalisateur, Richard Donner. 
Son travail sur les films Superman, le film et Gorilles dans la brume, lui valent respectivement une nomination à l'Oscar.
En 1989, il devient Directeur du département Montage à la Warner Bros. et supervise plusieurs films, dont Robin des Bois, prince des voleurs et 58 minutes pour vivre.
En 1996, il fait ses débuts dans la réalisation, avec le film d'action Ultime Décision et réalise deux ans plus tard U.S. Marshals, la suite du film Le Fugitif. On peut remarquer dans ces deux films qu'il a dirigés, Ultime Décision (1996) et U.S. Marshals (1998),  une scène où un transport aérien subit une dépressurisation - il en ira de même dans Star Trek : Nemesis (2002). Dans ces trois films il aura collaboré avec Jerry Goldsmith pour la musique.
Il fait également parfois office de producteur exécutif, comme en 1980 sur le film de Ken Russell, Au-delà du réel (film) ou en 2001, sur le film Tomb Raider, le berceau de la vie, dont il assure également le montage.
Depuis l'échec de son dernier film, Star Trek : Nemesis en 2002, il n'a plus réalisé jusqu'à ce jour et se concentre sur son métier de monteur, notamment sur les derniers James Bond, Casino Royale et Skyfall.

## Filmographie

### Comme monteur
- 1975 : Tommy de Ken Russell
- 1975 : Lisztomania de Ken Russell
- 1975 : Alice Cooper: Welcome to My Nightmare (TV)
- 1976 : La Malédiction (The Omen) de Richard Donner
- 1977 : Valentino de Ken Russell
- 1978 : Superman de Richard Donner
- 1981 : Outland ...loin de la terre (Outland) de Peter Hyams
- 1982 : Cinq jours, ce printemps-là (Five Days One Summer) de Fred Zinnemann
- 1983 : Le Consul honoraire (The Honorary Consul) de John Mackenzie
- 1985 : Ladyhawke, la femme de la nuit (Ladyhawke) de Richard Donner
- 1985 : Révolution de Hugh Hudson
- 1987 : L'Arme fatale (Lethal Weapon) de Richard Donner
- 1988 : Gorilles dans la brume (Gorillas in the Mist: The Story of Dian Fossey) de Michael Apted
- 1989 : L'Arme fatale 2 (Lethal Weapon 2) de Richard Donner
- 1991 : Le Dernier Samaritain (The Last Boy Scout) de Tony Scott
- 1992 : Le Rêve de Bobby (Radio Flyer) de Richard Donner
- 1992 : Les Contes de la crypte (Tales from the Crypt série télévisée) épisode Split Personality
- 1993 : Demolition Man de Marco Brambilla
- 1994 : Maverick de Richard Donner
- 1996 : Ultime Décision (Executive Decision) de Stuart Baird
- 2000 : Mission impossible 2 (Mission: Impossible II) de John Woo
- 2001 : Lara Croft : Tomb Raider de Simon West
- 2005 : La Légende de Zorro (The Legend of Zorro) de Martin Campbell
- 2006 : Superman 2 [Superman 2: The Richard Donner Cut] de Richard Donner
- 2006 : Casino Royale de Martin Campbell
- 2012 : Skyfall de Sam Mendes
- 2013 : 47 Ronin de Carl Erik Rinsch
- 2018 : Tomb Raider de Roar Uthaug

### Comme réalisateur
- 1996 : Ultime Décision (Executive Decision)
- 1998 : U.S. Marshals
- 2002 : Star Trek : Nemesis